# Heim ins Reich
Heim ins Reich е външна политика, следвана от Адолф Хитлер по време на Втората световна война, започваща през 1938 г. Целта на Хитлер е да убеди всички фолксдойче, които живеят извън Нацистка Германия (в Австрия, Чехословакия и западните райони на Полша), че те трябва да се стремят да присъединят тези региони „вкъщи“ в голяма Германия, но и да се преселят от територии, които не са под германски контрол, след завладяването на Полша в съответствие с нацистко-съветския пакт. Манифестът Heim in Reich е насочен към райони, които са отстъпени след Версайския договор на новата нация в Полша, както и в други области, обитавани от значителни германски популации като Судетия, Данциг и югоизточните и североизточните региони на Европа след 6 октомври 1939 г.
Изпълнението на политиката е управлявано от Фолксдойче Мителщеле или „Главна служба за социални грижи за етническите германци“). Като държавна агенция на НСДАП, тя се занимава с всички въпроси на фолксдойче. До 1941 г. е под контрола на SS.

## История
Краят на Първата световна война в Европа води до възникването на нови „проблеми на малцинствата“ в областите след разпадането на германската и австро-унгарската империи. Над 9 милиона етнически германци живеят в Полша, Чехословакия, Румъния и Югославия; в резултат на Парижката мирна конференция от 1919 г. За разлика от новите суверенни държави, Германия не е длъжна да подписва Договорите за малцинствата. Преди Аншлуса, мощен радиопредавател в Мюнхен бомбардира Австрия с пропаганда на това, което Хитлер вече е направил за Германия и какво може да направи за родната си страна Австрия. Анексирането на Австрия е представено от пресата като поход на германските въоръжени сили в предполагаемата германска земя: „като представители на обща немска воля за единство, да създадат братство с германския народ и войниците там“. По подобен начин немският ултиматум към Литва от 1939 г., който води до анексирането на Мемел, е прославен като „последния етап на историята“ на Хитлер.
Едновременно с анексиите започват опитите за етническо прочистване на не-германците в Нацистка Германия и от районите, предназначени да бъдат част от „Голяма Германия“. Хитлер прави и опити за германизиране на онези, които се считат за етнически или расово достатъчно близки до германците, за да бъдат „ценни за запазване“ като част от бъдеща германска нация, като например населението на Люксембург (официално Германия счита тези популации за действително немски, но не и част от Великия германски райх и по този начин са цели на пропагандата, насърчаваща този възглед, за да ги интегрира). Тези опити са до голяма степен непопулярни с целите на германизацията, а гражданите на Люксембург гласуват в референдум от 1941 г. до 97%, за да не станат граждани на Нацистка Германия.
Пропагандата също е насочена към германците извън Нацистка Германия да се завърнат. Хитлер се надява да използва пълноценно „немската диаспора“. Като част от усилията да привлече етническите германци обратно в Германия, „писма от родината“ са изпратени на германски имигранти в САЩ. Реакцията към тях е като цяло негативна. Гьобелс също така се надява да използва германо-американците, за да запази Америка неутрална по време на войната, но това всъщност предизвиква голяма враждебност към нацистките пропагандисти. Вестници в окупирана Украйна отпечатват статии за предшествениците на германското владичество над Украйна, като Екатерина II и готите.
Heim ins Reich в нацистката терминология и пропаганда споменава и бившите територии на Свещената Римска империя. Йозеф Гьобелс в своя дневник описва, че Белгия и Холандия са подчинени на тази политика през 1940 г. Белгия е била загубена от Австрийската империя през 1794 г. Политиката за германското разширяване е планирана като част от Generalplan Ost да продължи по-нататък на изток в Полша, прибалтийските републики и Съветския съюз, като по този начин създава голяма Германия от Северно море до Урал.

### Heim ins Reich в окупирана Полша (1939 – 1944)
Същото мото (Heim in Reich) се прилага и към втора, тясно свързана политическа инициатива, която води до изкореняване и преместване на етнически германски общности, създадени в страните от Централна и Източна Европа (в съветската „сфера на влияние“) по време на разселването на немците на изток (Ostsiedlung) от по-ранните векове. Нацисткото правителство определя коя от тези общности не е „жизнеспособна“, започва пропаганда сред местното население, а след това организира транспортирането им. Използването на тактики за всяване на страх от Съветския съюз кара десетки хиляди хора да напуснат родните си места. Това включва германци от Буковина, Бесарабия, Добруджа и Югославия. Например, след като руснаците поемат контрола върху тази територия, около 45 000 етнически германци са напуснали Северна Буковина до ноември 1940 г. (Сталин допуска това, защото се страхува, че ще бъдат верни на Германия).
| Територия на произход                      | Година      | Брой преселени фолксдойче |
| ------------------------------------------ | ----------- | ------------------------- |
| Южен Тирол                                 | 1939 – 1940 | 83 000                    |
| Латвия и Естония                           | 1939 – 1941 | 69 000                    |
| Литва                                      | 1941        | 54 000                    |
| Волиния, Галиция, Nerewdeutschland         | 1939 – 1940 | 128 000                   |
| Генерално губернаторство                   | 1940        | 33 000                    |
| Северна Буковина и Бесарабия               | 1940        | 137 000                   |
| Румъния (Южна Буковина и Северна Добруджа) | 1940        | 77 000                    |
| Югославия                                  | 1941 – 1942 | 36 000                    |
| СССР                                       | 1939 – 1944 | 250 000                   |
| Общо                                       | 1939 – 1944 | 867 000                   |